# ديبورا كير
ديبورا كير (Deborah Kerr) قائدة رتبة الإمبراطورية البريطانية (CBE) (30 من سبتمبر 1921م – 16 من أكتوبر 2007م) كانت ممثلة أفلام وتلفزيون اسكتلندية. وقد فازت بجائزة سارة سيدسون لأدائها دور شخصية تنتمي لشيكاغو من خلال تقمصها دور لورا رينولدز في مسرحية الشاي والتعاطف (Tea and Sympathy)،  وهو الدور الذي أدته على برودواي، وجائزة غولدن غولب عن فيلم الملك وأنا (The King and I)،  كما فازت ثلاث مرات بجائزة دائرة نقاد السينما في نيويورك لأفضل ممثلة. وحصلت أيضًا على جوائز شرفية من الأوسكار والأكاديمية البريطانية لفنون الفيلم والتلفزيون (BAFTA) ومهرجان كان السينمائي.
وقد رُشحت ست مرات لـجائزة الأوسكار لأفضل ممثلة ولكن لم تفز بها على الإطلاق. تلقّت جائزة الأوسكار الشرفية (Academy Honorary Award)مع ذلك في 1994م، وأقرّت الأكاديمية أنها «فنانة ذات كياسة وجمال غير مسبوقين، وممثلة مكرسة دائمًا ما رمزت أفلامها إلى الكمال، الانضباط والأناقة». وأفلامها تتضمن الملك وأنا، علاقة لا تنسى (An Affair to Remember)،  من هنا إلى الخلود  (From Here to Eternity)، كو فادي (Quo Vadis)، الأبرياء (The Innocents)، النرجسية السوداء (Black Narcissus)، الجنة تعرف، مستر أليسون (Heaven Knows, Mr. Allison)، حياة وموت العقيد بليمب (The Life and Death of Colonel Blimp)،  طاولات منفصلة  (Separate Tables).

## الأعمال المستشهد بها
- Braun, Eric. Deborah Kerr. Boston St. Martin's Press, ISBN 0-312-18895-1-
- Powell, Michael. A Life In Movies. Heinemann, 1986. ISBN 0-434-59945-X.
- Andrew, Penelope. "Deborah Kerr: An Actress in Search of an Author." Bright Lights Film Journal, May 2011, Issue #72. http://www.brightlightsfilm.com/72/72kerr_andrew.php, (c) Penelope Andrew, 2011.

## وصلات خارجية
- ديبورا كير على موقع IMDb (الإنجليزية)
- ديبورا كير على موقع ميتاكريتيك (الإنجليزية)
- ديبورا كير على موقع الموسوعة البريطانية (الإنجليزية)
- ديبورا كير على موقع روتن توميتوز (الإنجليزية)
- ديبورا كير على موقع مونزينجر (الألمانية)
- ديبورا كير على موقع قاعدة بيانات الأفلام العربية
- ديبورا كير على موقع ألو سيني (الفرنسية)
- ديبورا كير على موقع ميوزك برينز (الإنجليزية)
- ديبورا كير على موقع تيرنر كلاسيك موفيز (الإنجليزية)
- ديبورا كير على موقع أول موفي (الإنجليزية)
- Deborah Kerr at Helensburgh Heroes نسخة محفوظة 7 يوليو 2011 على موقع واي باك مشين.
- essay The Enigma of Deborah Kerr — Ephemera, media files and an essay about Ms. Kerr
- 55th Sydney Film Festival Deborah Kerr Retrospective ("From Kerr To Eternity" 2008) نسخة محفوظة 11 يونيو 2008 على موقع واي باك مشين.
- Deborah Kerr Rhymes With Star, and What a Star She Was: She Deserves to be Remembered, Too (Huffington Post, 7 April 2008)
- Deborah Kerr Tribute by Spanish director Pedro Almodóvar, whose Broken Embraces script was influenced by his reflections of the great international star at the time of her death (blogpedroalmodóvar, 25 March 2008)
- Extensive collection of press articles from 1940s to 2000s, photo galleries and information on Deborah Kerr (April 2009)
- Photographs and literature